# روجيه دوكريه
روجيه دوكريه (Roger Ducret) هو لاعب أولمبي لرياضة مبارزة سيف الشيش من فرنسا. شارك في الأولمبياد الصيفي في 1920–1928، وفاز بما مجموعه 8 ميداليات.

## الميداليات
| ذهب | فضة | برونز | المجموع |
| 3   | 4   | 1     | 8       |

## روابط خارجية
- روجيه دوكريه على موقع أوليمبيديا (الإنجليزية)